# Pero barbarata
Pero barbarata là một loài bướm đêm trong họ Geometridae.